# Vanda thwaitesii
Vanda thwaitesii är en orkidéart som beskrevs av Joseph Dalton Hooker. Vanda thwaitesii ingår i släktet Vanda och familjen orkidéer.
Artens utbredningsområde är Sri Lanka. Inga underarter finns listade i Catalogue of Life.